# Music for People in Trouble
Music for People in Trouble — пятый студийный альбом норвежской певицы Сусанны Суннфёр, вышедший 8 сентября 2017 года на лейбле Bella Union. Записан совместно с её давним коллаборатором, продюсером Йоргеном Трайеном, в свободное от гастролей время. В музыкальном плане Сусанне отходит от синти-попа в Ten Love Songs (2015) в пользу возвращения к её корням как исполнителя фолк-музыки с акцентом на голос, акустическую гитару и фортепиано.

## Предыстория
В интервью в ноябре 2015 года Сусанне заявила, что она работает над альбомом, назвав его «очень космическим», и добавила, что большую часть вдохновения для него она черпала из прочтения книги «Вселенная из ничего». Когда её спросили о звучании альбома, она сказала, что хотела «попробовать смешать какие-нибудь невинные романтические звуки с чем-то очень индустриальным и сухим».
Альбом был описан как самый личный, колкий и трогательный. Он был вдохновлен «путешествиями по разным континентам, по странам с политически противоположными мировоззрениями — от Северной Кореи до джунглей Амазонки». Она сказала, что альбом про то, как «мы живем в эпоху великих перемен. Все движется так быстро, иногда яростно, иногда пугающе. Я думаю, что многие люди испытывают тревогу в эти дни. Я хотела обратиться к этим эмоциям в альбоме».

## Выпуск и продвижение
С 28 мая Сусанне размещала в Твиттере названия песен вместе с их текстами каждый день вплоть до 6 июня, когда она объявила о выпуске альбома. В тот же день «Undercover» был выпущен как ведущий сингл вместе с предзаказом альбома. «Undercover» был поддержан радиоверсией, сокращённой до 3:28. Альбом стал первым, выпущенным на лейбле Bella Union. Даты тура в поддержку альбома стали известны на официальном сайте. Альбом включает песню «Reincarnation», которую Сусанне выпустила в 2016 году. 24 июля стала доступна песня «Mountaineers» в качестве второго сингла с участием Джона Гранта.

## Список композиций
Все треки написаны Сюсанной Сундфёр, кроме трека 5 (Сундфёр и Йорген Трайен); все треки спродюсированы совместно Сундфёр и Йоргеном Трайеном.
| №                   | Название                                    | Длительность |
| ------------------- | ------------------------------------------- | ------------ |
| 1.                  | «Mantra»                                    | 3:31         |
| 2.                  | «Reincarnation»                             | 4:05         |
| 3.                  | «Good Luck Bad Luck»                        | 3:40         |
| 4.                  | «The Sound of War»                          | 7:49         |
| 5.                  | «Music for People in Trouble»               | 2:55         |
| 6.                  | «Bedtime Story»                             | 3:31         |
| 7.                  | «Undercover»                                | 4:17         |
| 8.                  | «No One Believes in Love Anymore»           | 5:21         |
| 9.                  | «The Golden Age»                            | 4:09         |
| 10.                 | «Mountaineers» (совместно с Джоном Грантом) | 5:21         |
| Общая длительность: | Общая длительность:                         | 44:39        |

## Чарты
| Чарты (2017)                | Пиковая позиция |
| --------------------------- | --------------- |
| Бельгия (Ultratop Flanders) | 124             |
| Норвегия(VG-lista)          | 1               |
| Шотландия (OCC)             | 51              |
| Великобритания (OCC)        | 93              |

## История выпуска
| Регион | Дата             | Лейбл       | Формат                | Ссылка |
| ------ | ---------------- | ----------- | --------------------- | ------ |
| Разные | 8 сентября 2017  | Bella Union | CD, цифровая загрузка | [ 12 ] |
| Разные | 29 сентября 2017 | Bella Union | Винил (LP)            | [ 12 ] |